# ريبيكا دريميل
ريبيكا دريميل (بالإيطالية: Rebeka Dremelj)‏ (و. 1980  م) هي ممثلة، ومغنية، وعارضة، ومتسابقة ملكة الجمال سلوفينية، ولدت في برجيتسي، شاركت في مسابقة الأغنية الأوروبية 2008.

## وصلات خارجية
- ريبيكا دريميل على موقع IMDb (الإنجليزية)
- ريبيكا دريميل على موقع ميوزك برينز (الإنجليزية)
- ريبيكا دريميل على موقع ديسكوغز (الإنجليزية)

- ريبيكا دريميل في قاعدة بيانات الأفلام على الإنترنت